# Aleksej Nešović
Aleksej Nešović (Sarajevo, 14 marzo 1985) è un cestista bosniaco.

## Carriera
Con la Bosnia ed Erzegovina ha disputato i Campionati europei del 2011.

## Palmarès
- Campionato montenegrino: 1

Budućnost: 2010-11
- Coppa di Serbia e Montenegro: 1

Stella Rossa Belgrado: 2004
- Coppa del Montenegro: 1

Budućnost: 2011
- Coppa di Macedonia: 1

MZT Skopje: 2018